# Quéquette Blues
Ne pas confondre avec Quéquette blues, une chanson de Richard Gotainer présente sur l'album Espèce de bonobo.
Quéquette Blues, également publié sous le titre Roulez Jeunesse, est une bande dessinée composée en trois tomes (Part. Ouane, Part. Tou et Part. Tri) initialement publiés dans le journal Pilote entre 1983 et 1986 qui raconte le réveillon d'une bande de jeunes dans les années 1960.
Hervé Baruléa, dit Baru, est un jeune homme de dix-huit ans qui s'apprête à passer le réveillon du Nouvel An avec ses copains qui le mettent au défi de perdre son pucelage en moins de trois jours. Ce challenge sert de prétexte à toute la bande (composée uniquement de garçons du même âge) pour écumer les bars, cafés et dancings avec orchestre en cette période de fête, et ils vont ainsi passer trois jours et trois nuits sans dormir à draguer, discuter et boire.

## Contexte
L'histoire se passe dans une cité ouvrière du Nord-Est de la France du milieu des années 1960. Baru dépeint un monde scindé en deux classes : ceux qui sont promis à l'usine (et donc aux horaires de nuit et à un petit salaire) et les bourgeois. Ce clivage se fait sentir dès l'adolescence. La révolution sexuelle n'a pas encore eu lieu, et les garçons concentrent toute leur énergie pour essayer de coucher avec les filles, tout en avouant qu'ils comprennent qu'elles ne veulent pas, car eux-mêmes ne voudraient pas d'une femme non vierge pour se marier.
La bande d'amis décrite est composée principalement d'immigrés italiens et maghrébins parfois victimes de racisme.

## Ton
Baru dépeint une période de fête glaciale, recouverte de neige sale, sans pitié, tragique et désespérée, soutenue par un graphisme à l'aquarelle aux couleurs délavées, ternes, rehaussées de traits et d'ombres noirs. Il réussit toutefois à nous faire sourire avec ses personnages naïfs mais égoïstes, vivants et presque trop réels. Il se situe entre Tronchet et son anti-héros Jean-Claude Tergal et Gérard Lauzier.

## Narration
L'auteur partage son récit entre les péripéties du héros (qui est plutôt un antihéros) racontées au présent, et ses souvenirs d'enfance.

## Récompense
Le premier des trois tomes «Part Ouane» obtient l'Alfred du meilleur premier album en langue française au festival d'Angoulême 1985. L'édition intégrale suédoise reçoit le prix Urhunden du meilleur album traduit en 1990.

## Résumé

### Part. Ouane
L'action débute le 31 décembre 1965 en fin d'après-midi, dans la maison de Baru, dans le Nord-est de la France, à Villerupt (Meurthe-et-Moselle). Il aide sa mère à préparer le repas familial, mais il n'y participera pas. À dix-huit-heures, il s'en va rejoindre ses copains au café de Sainte-Claire sans écouter les recommandations de sa maman inquiète qui lui répète de « ne pas faire l'idiot » (Sous-entendu, ne pas coucher avec une fille), alors qu'il rêve de perdre sa virginité. Une fois au café, ses amis lui proposent alors un pari : si Baru ne couche pas avec une fille dans les trois jours, il doit payer le champagne à toute la bande. Sa fierté l'emporte sur l'inquiétude et il finit par accepter.
Ils jouent aux quilles avec les vieux habitués (incluant le père de Baru), et Baru en profite pour informer le lecteur que ses amis ont perdu leur pucelage récemment avec une femme à moitié folle surnommée «La salope du Kippe» qui se laissait faire en pleine nature sans dire un mot à côté de son propre fils (bébé).

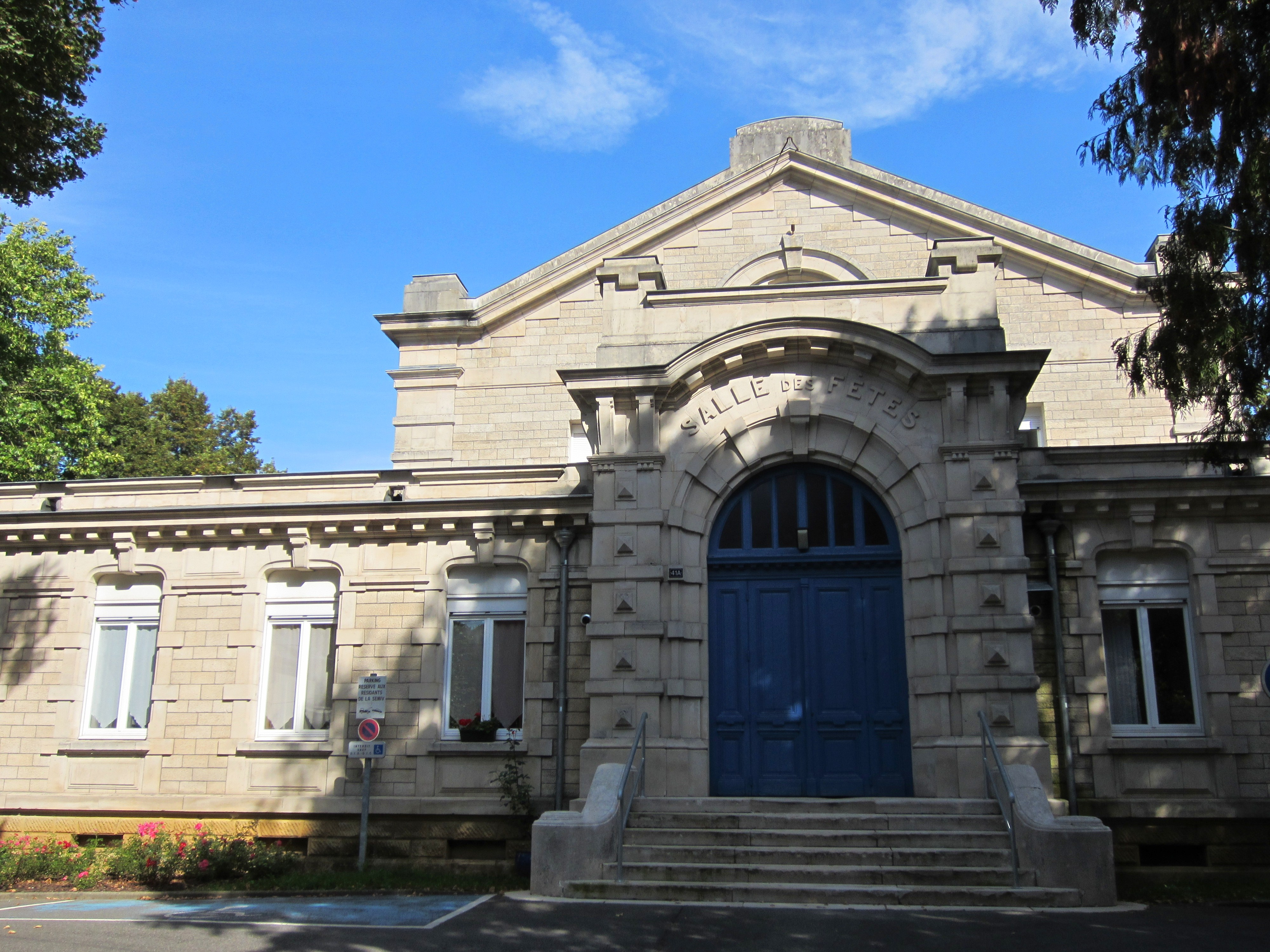
Ancienne salle des fêtes de Villerupt, là où se passe le «Bal du Club Sportif Ouvrier», à Micheville

Nos huit compères quittent le café de Sainte-Claire pour se rendre au bal du Club Sportif Ouvrier, à Micheville. Ils accostent deux jeunes femmes qui proposent à Baru et à Lharbi de les accompagner dans une surprise-party à Longwy, mais c'est un piège : elles ont usé de leurs charmes pour leur faire faire le taxi jusqu'à la fête, et elles se sont éclipsées. Aigris car en plus ils ont raté les douze coups de minuit, ils rejoignent le reste de la bande. Pendant ce temps-là, Robert a flirté avec une mémé de quarante ans qu'il doit rejoindre vers quatre heures du matin.
Ils vont à Audun, «chez Luzzi», un café avec un orchestre qui joue très mal : « l'orchestre du Picquet ». Là, le père Picquet, père de l'accordéoniste, flirte et abuse de la timide petite amie de son fils. Baru arrive à la lui prendre sous le nez et l'attire à l'extérieur et l'embrasse de force, puis l'oblige à le masturber avant qu'elle ne s'enfuie en pleurant.
Entretemps, Lharbi s'est fait littéralement casser la gueule pour des questions racistes. Ça a dégénéré en bagarre générale au moment où Baru revient. Il prend un coup et saigne du nez, mais ils doivent conduire Lharbi à l'hôpital.
Le reste de la bande va chez « Braas » pour jouer au baby-foot jusqu'à trois heures du matin.
« Le Bébé », Robert et Baru retournent chez Robert en voiture car il a oublié ses capotes pour la mémé qu'il doit retrouver chez elle à quatre heures. Dans la voiture, Robert propose à Baru de demander à sa mémé si elle serait aussi d'accord pour coucher avec lui.

### Part. Tou
1er janvier 1966, trois heures du matin - Sur la route, près de chez Robert, ils stoppent la voiture pour contempler des cheminots qui vident une poche de crasse car la chaleur et la lumière qui irradient sont impressionnantes. Robert est insensible à cette image et s'en va chercher les capotes chez lui en passant par les jardins. Ils repartent ensuite en direction de chez la mémé du Robert, qui habite une maison que Baru reconnait : c'était celle des parents de Francis, un copain d'école.
Pendant que Robert va «sauter sa mémé», Baru en profite pour nous raconter une journée de classe typique : ils chahutaient pendant que l'enseignant leur répétait qu'il faisait tout pour leur éviter l'usine. Il nous raconte comment il est devenu le batteur du groupe de rock qu'il a formé avec trois copains de classe : « The Four Flame » (sans "S"), qui n'a pas tenu plus de trois répétitions. Il raconte également la terreur semée par son prof d'allemand surnommé « le vieux » qui lui a cassé la figure car Baru avait cassé les lunettes d'un de ses camarades.
Il est six heures du matin et les travailleurs de nuit rentrent chez eux. Nos compères craignent que le mari de la «mémé de Robert» ne rentre avant que Robert ne sorte, mais il finit par sortir. Il est toutefois trop tard pour que Baru puisse aller la rejoindre.
Ils repartent au « Bar des amis - Chez Gino ». Robert annonce à Baru que sa mémé est d'accord pour coucher avec eux deux le lendemain à minuit. 
Le reste de la bande les rejoint au bar. Ils font la tournée des bistrots en souhaitant la bonne année à tout le monde dans le but que le patron leur offre la tournée.
Pour faire rire tout le monde, Tonio imite « le Zélio », l'idiot du village, et Baru nous raconte qu'il leur lançait parfois des pierres et montrait sa queue à tout le monde, mais qu'il chantait drôlement bien.
À partir de huit heures du matin, les clients commencent à être bourrés, et un gars se plaint de travailler la nuit du réveillon : il se prend de bec avec Robert. Le patron met toute la bande dehors.
Ils « empruntent » deux luges à des enfants et descendent la rue enneigée en pente et ils finissent dans une palissade.
Peu avant midi, ils se retrouvent à nouveau au café de Sainte-Claire.

### Part. Tri
1er janvier 196613 h 15 - Baru, Le Bébé et Robert vont chez Le Bébé pour manger et se retaper un peu. Bernard Grosjean, alias « N'œil », un autre ami, les rejoint. Ils projettent d'aller au Luxembourg : chez « Rossi », chez « Bernardo » ou chez « Hein », mais avant, ils vont visiter le Kader à l'hôpital : il a la mâchoire du bas fracturée, et on a dû lui attacher avec celle du haut pour l'immobiliser. Quelque peu plombé par l'état de leur copain, ils s'en vont et passent la frontière luxembourgeoise par un chemin discret pour éviter que les italiens et les arabes de la bande se fassent refouler.
18 h 30. Ils arrivent au dancing « Chez Bernardo », mais aucune fille ne se laisse inviter à danser, à part « une espèce de bourrin qui pue de la gueule ». Ils ont si peu de succès qu'ils s'amusent à compter les refus. Ils vont boire un coup dans un snack et discutent sur le fait que les femmes « aiment les pédés », et se moquent en même temps d'un mec maniéré, habillé en rose, qui vient commander des frites.

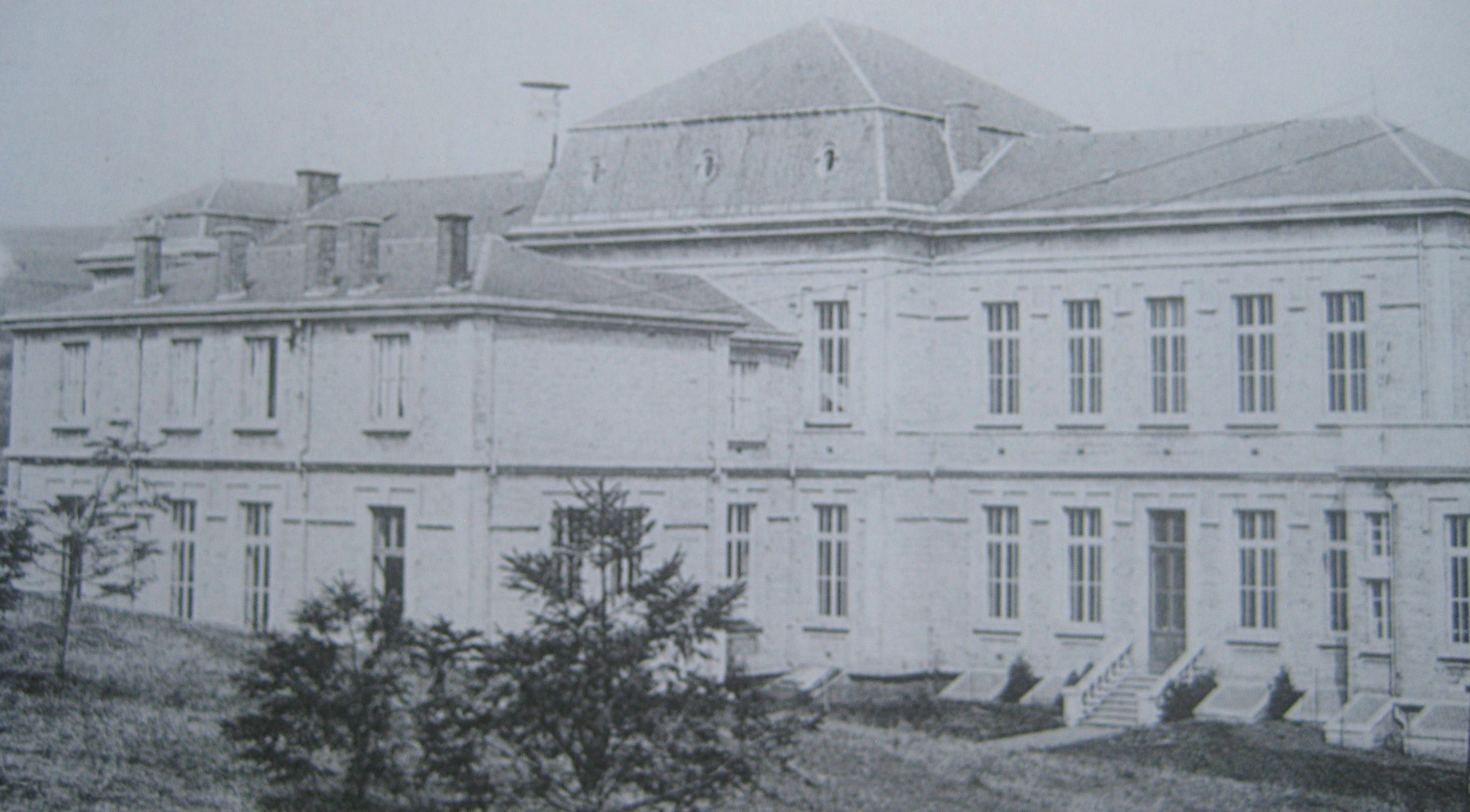
Hôpital de Villerupt

Ils se rendent ensuite au dancing « Chez Viola », où la moyenne d'âge est élevée. Ils aperçoivent la Mère Picquet (la femme du patron de l'orchestre du Picquet) assise seule à une table. Baru l'invite à danser, et elle se colle à lui au point où elle finit par lui mettre la main au paquet, provoquant l'éjaculation de Baru dans son pantalon, mettant fin à toute suite possible. Il va se nettoyer dans les toilettes.
21 h 30, « Chez Rossi », un autre dancing. Ils sont tous crevés. Grosse surprise : une jeune fille souriante regarde Baru avec intérêt. Elle accepte son invitation à danser. Le reste de la bande s'en va, laissant tomber Baru pour rejoindre le reste de la bande, à Audun. Plus tard, Baru prend le dernier bus pour rejoindre ses amis.
Audun, au café-dancing « Chez Luzzi », presque une heure du matin. D'anciens amis de Baru jouent dans l'orchestre « les Outlaws ». Ils entonnent un de leurs tubes : « Quéquette Blues ».
Deux heures et demie du matin, ils prennent la voiture pour aller en Belgique. En chemin, ils s'arrêtent car Nanard veut dégueuler. Ils sont face à une usine, et Nanard, bourré, hurle sa haine de l'usine. Puis ils s'endorment tous dans la voiture.

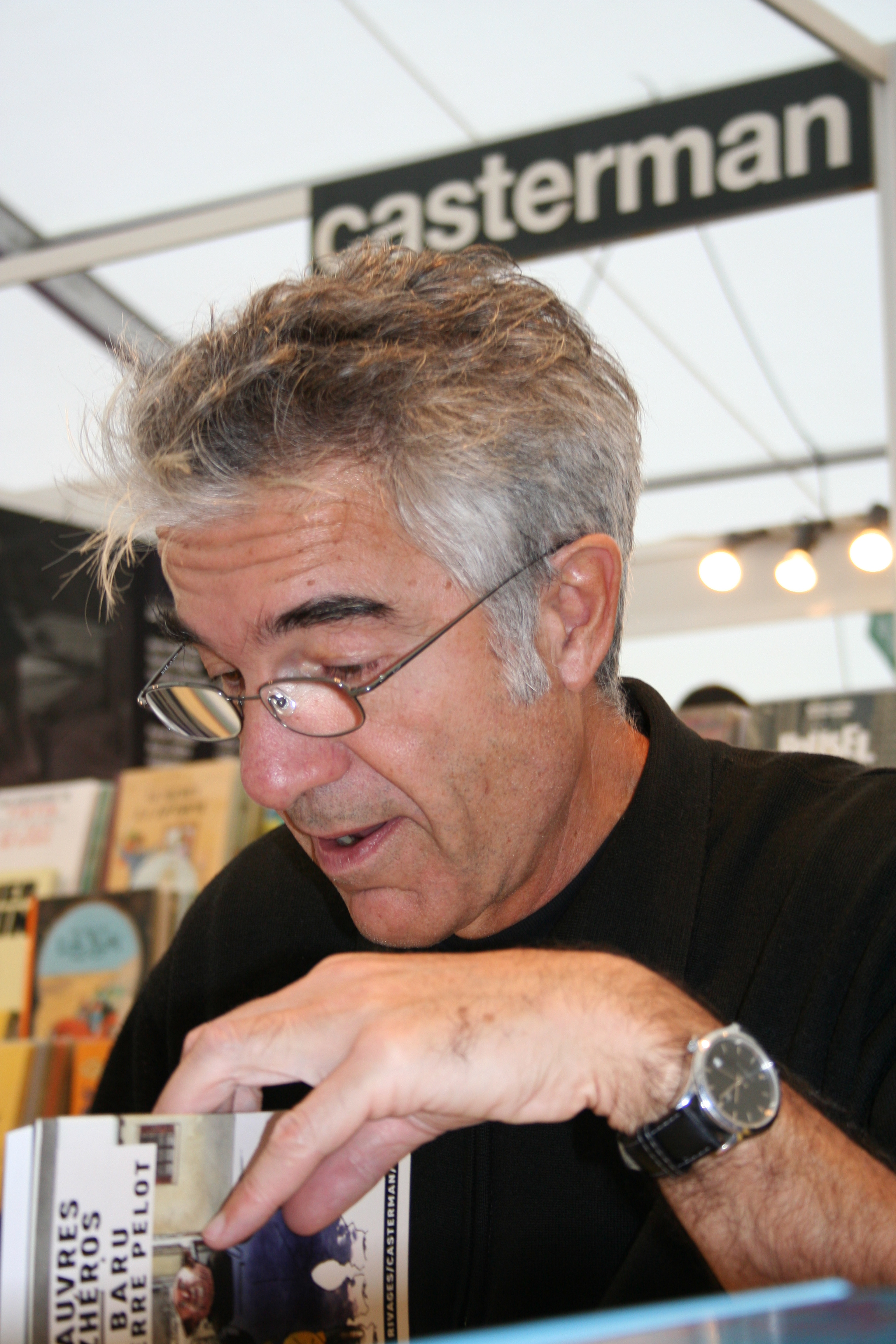
Le dessinateur Baru en 2008 (Il avait 18 ans en 1965)

## Personnages

### La bande d'amis de Baru
- Hervé Baruléa (Baru), auteur et personnage principal
- Robert Policretti (« Bibi »)
- Abdel-Kader Mehaouchi («Kader»)
- Le « Bébé »
- Lharbi Amran
- Massimo Sarda (« Max »)
- Kacem Toulbia
- Brahim Bedjaoui (« Bedja »)
- Tonio
- N'œil (Bernard Grosjean, « Nanard »)

### Les filles convoitées parfois avec succès
Par ordre d'apparition :
- la salope du Kippe (pas de nom) ;
- les deux bourgeoises qui leur ont fait le coup du taxi ;
- la fiancée de l'accordéoniste de l'orchestre du Picquet ;
- la mémé du Robert (qu'on ne voit jamais) ;
- la grosse femme invitée par Baru « Chez Bernardo » ;
- la Mère Picquet ;
- la petite frangine du Chenique (16 ans).

### Les autres personnages
Par ordre d'apparition :
- la mère de Baru ;
- le père de Baru (avec qui il joue aux quilles) ;
- le batteur de l'orchestre Picquet ;
- le père de l'accordéoniste de l'orchestre Picquet ;
- le travailleur déprimé ;
- le mec maniéré en rose au snack ;
- Alain Filippini et Patrick Pascalidis, musiciens du groupe « Les Outlaws ».

#### Les personnages des souvenirs de Baru
- L'ancien copain surdoué de Baru « Francis Musaragno »
- Le professeur de chimie
- Guy Nafziger, le chanteur des « Four Flame »
- Le vieux (prof d'allemand)
- Zélio (l'idiot du village)

## Éditions
Édition originale :
- Quéquette Blues Part Ouane, 1984 (Dargaud)[3] ;
- Quéquette Blues Part Tou, 1986 (Dargaud)[3] ;
- Quéquette Blues Part Tri, 1986 (Dargaud)[3].

Les trois tomes en un seul ouvrage :
- Roulez Jeunesse, 1991 (Albin Michel)[3] ;
- Quéquette Blues, 2005 (Casterman)[3] ;
- Quéquette Blues, 2010 (Casterman)[3].